# Штурбино
Штурбино (рос. Штурбино; адиг. Штурбинэ) — село Красногвардійського району Адигеї Росії. Входить до складу Уляпського сільського поселення.
Населення —  510 осіб (2015 рік). 